# John-Burroughs-Medaille
Die John-Burroughs-Medaille, im Englischen als John Burroughs Medal oder Burroughs Medal bezeichnet, ist eine nach dem „literarischen Naturforscher“ John Burroughs benannte Auszeichnung, die an Autoren naturwissenschaftlicher Bücher verliehen wird. Sie wird jedes Jahr durch die John Burroughs Association verliehen. Zu den bis heute bekanntesten Preisträgern der Medaille gehören Rachel Carson, Aldo Leopold und Ernest Thompson Seton.

## Preisträger
- 1926 – Charles William Beebe, Pheasants of the World.
- 1927 – Ernest Thompson Seton, Lives of Game Animals.
- 1928 – John Russell McCarthy, Nature Poems.
- 1929 – Frank Michler Chapman, Handbook of Birds of Eastern North America. (1906 veröffentlicht)
- 1930 – Archibald Rutledge, Peace in the Heart.
- 1931 – kein Preisträger
- 1932 – Frederick Samuel Dellenbaugh, A Canyon Voyage: A Narrative of the Second Powell Expedition. ISBN 0-8165-0880-1
- 1933 – Oliver Perry Medsger, Spring, Summer, Fall, Winter (set)
- 1934 – William Weaver Christman, Wild Pasture Pine.
- 1935 – kein Preisträger
- 1936 – Charles Crawford Gorst, Recordings of Bird Calls.
- 1937 – kein Preisträger
- 1938 – Robert Cushman Murphy, Oceanic Birds of South America.
- 1939 – Thomas Gilbert Pearson, Adventures in bird protection; an autobiography.
- 1940 – Arthur Cleveland Bent, Life Histories of North American Birds. (18 title series, United States Government Printing Office)
- 1941 – Louis Joseph Halle Jr., Birds Against Men.
- 1942 – Edward Allworthy Armstrong, Birds of the Grey Wind.
- 1943 – Edwin Way Teale, Near Horizons: The Story of an Insect Garden.
- 1944 – kein Preisträger
- 1945 – Rutherford Platt, This Green World. ISBN 0-396-09188-1
- 1946 – Florence Page Jaques and Francis Lee Jaques (illustrator), Snowshoe Country. ISBN 0-87351-236-7
- 1947 – kein Preisträger
- 1948 – Theodora Stanwell-Fletcher, Driftwood Valley. ISBN 0-87071-524-0
- 1949 – Helen Gere Cruickshank, Flight Into Sunshine: Bird Experiences in Florida.
- 1950 – Roger Tory Peterson, Birds Over America. ISBN 0-396-08269-6
- 1951 – kein Preisträger
- 1952 – Rachel Carson, The Sea Around Us. ISBN 0-451-61873-4
  - Geheimnisse des Meeres. Aus dem Amerikanischen von Luise Laporte. List, München 1952.
- 1953 – Gilbert Klingel, The Bay. ISBN 0-8018-2536-9
- 1954 – Joseph Wood Krutch, The Desert Year. ISBN 0-8165-0923-9
- 1955 – Wallace Byron Grange and Olaus Johan Murie (illustrator), Those of the Forest. ISBN 1-55971-083-7
- 1956 – Guy Murchie, Song of the Sky.
- 1957 – Archie Fairly Carr, The Windward Road: Adventures of a Naturalist on Remote Caribbean Shores. ISBN 0-8130-0639-2
- 1958 – Robert Porter Allen, On the Trail of the Vanishing Birds.
- 1959 – kein Preisträger
- 1960 – John Kieran, A Natural History of New York City. ISBN 0-8232-1086-3
- 1961 – Loren Eiseley, The Firmament of Time. ISBN 0-8032-6739-8
- 1962 – George Miksch Sutton, Iceland Summer: Adventures of a Bird Painter. ISBN 0-8061-0491-0
- 1963 – Adolph Murie, A Naturalist in Alaska. ISBN 0-8165-1168-3
- 1964 – John Hay, The Great Beach: A Naturalist Explores the Frontier Between Land and Sea on the Outer Reaches of Cape Cod. ISBN 0-345-02255-6
- 1965 – Paul Brooks, Roadless Area. ISBN 0-345-25276-4
- 1966 – Louis Darling, The Gull's Way. ISBN 0-688-21366-9
- 1967 – Charlton Ogburn, Jr., The Winter Beach. ISBN 0-688-09418-X
- 1968 – Hal Borland, Hill Country Harvest.
- 1969 – Louise de Kiriline Lawrence, The Lovely and the Wild. ISBN 0-920474-43-8
- 1970 – Victor Blanchard Scheffer, The Year of the Whale.
- 1971 – John Kenneth Terres, From Laurel Hill to Siler's Bog. ISBN 0-8078-4426-8
- 1972 – Robert Simeon Arbib, The Lord's Woods: The Passing of an American Woodland. ISBN 0-393-08639-9
- 1973 – Elizabeth Barlow, The Forests and Wetlands of New York City.
- 1974 – Sigurd Ferdinand Olson, Wilderness Days. ISBN 0-394-47155-5
- 1975 – kein Preisträger
- 1976 – Ann Haymond Zwinger, Run, River, Run. ISBN 0-06-014824-1
- 1977 – Aldo Leopold, A Sand County Almanac. ISBN 0-915024-15-2
- 1978 – Ruth Kirk, The American Southwest Desert. ISBN 0-395-17209-8
- 1979 – Barry Lopez, Of Wolves and Men. ISBN 0-7432-4936-4
- 1980 – kein Preisträger
- 1981 – Mary Durant and Michael Harwood, On the Road with John James Audubon. ISBN 0-396-07740-4
- 1982 – Peter Matthiessen, Sand Rivers. ISBN 0-906053-22-6
- 1983 – Alexander Frank Skutch, A Naturalist on a Tropical Farm. ISBN 0-520-03802-9
- 1984 – David Rains Wallace, The Klamath Knot: Explorations of Myth and Evolution. ISBN 0-520-23659-9
- 1985 – Mark Owens and Delia Owens, Cry of the Kalahari. ISBN 0-395-64780-0
- 1986 – Gary Paul Nabhan, Gathering the Desert. ISBN 0-8165-0935-2
- 1987 – Robert Michael Pyle, Wintergreen: Rambles in a Ravaged Land. ISBN 0-684-18321-8
- 1988 – Tom Horton and Charles R. Hazard (illustrator), Bay Country. ISBN 0-8018-3525-9
- 1989 – Lawrence Kilham, On Watching Birds. ISBN 0-930031-14-8
- 1990 – John McPhee, The Control of Nature. ISBN 0-374-12890-1
- 1991 – Richard Nelson, The Island Within. ISBN 0-86547-404-4
- 1992 – Kenneth S. Norris, Dolphin Days: The Life and Times of the Spinner Dolphin. ISBN 0-393-02945-X
- 1993 – Vincent Dethier, Crickets and Katydids, Concerts and Solos. ISBN 0-674-17577-8
- 1994 – David George Campbell, The Crystal Desert: Summers in Antarctica. ISBN 0-436-20049-X
- 1995 – Craig Packer, Into Africa. ISBN 0-226-64429-4
- 1996 – Bill Green, Water, Ice and Stone:Science and Memory on the Antarctic Lakes. ISBN 0-517-58759-9
- 1997 – David Quammen, The Song Of The Dodo: Island Biogeography in an Age of Extinction. ISBN 0-684-80083-7
  - Der Gesang des Dodo. Eine Reise durch die Evolution der Inselwelten. Ullstein, München 2001, ISBN 3-548-60040-9.
- 1998 – John Alcock, In a Desert Garden: Love and Death Among the Insects. ISBN 0-8165-1970-6
- 1999 – Jan DeBlieu, Wind: How the Flow of Air Has Shaped Life, Myth, and the Land. ISBN 0-395-78033-0
- 2000 – Bernd Heinrich, Mind Of the Raven. ISBN 0-06-017447-1
  - Die Weisheit der Raben. Übersetzung: Hainer Kober. Matthes & Seitz, Berlin 2020, ISBN 978-3-95757-810-5
- 2001 – David M. Carroll, Swampwalker's Journal. ISBN 0-395-64725-8
- 2002 – Ken Lamberton, Wilderness and Razor Wire. ISBN 1-56279-116-8
- 2003 – Carl Safina, Eye of the Albatross: Visions of Hope and Survival. ISBN 0-8050-6228-9
  - Ein Albatros namens Amelia. Aus dem Leben eines Sturmvogels.  Übersetzer: Sebastian Vogel, Marebuchverlag 2004, ISBN 978-3-936384-48-2
- 2004 – Ted Levin, Liquid Land: A Journey Through The Florida Everglades. ISBN 0-8203-2512-0
- 2005 – Robin Wall Kimmerer, Gathering Moss: A Natural and Cultural History of Mosses. ISBN 0-87071-499-6
  - Das Sammeln von Moos: Eine Geschichte von Natur und Kultur. Übersetzer: Dieter Fuchs, Matthes & Seitz Berlin, Berlin 2022, ISBN 978-375180212-3
- 2006 – Donald Kroodsma, The Singing Life of Birds. ISBN 0-618-40568-2
- 2007 – Ellen Meloy, Eating Stone. ISBN 0-375-42216-1
- 2008 – Julia Whitty, The Fragile Edge: Diving and Other Adventures in the South Pacific. ISBN 978-0-618-19716-3
- 2009 – Franklin Burroughs, Confluence: Merrymeeting Bay. ISBN 978-0-88448-282-6
- 2010 – Michael Welland, Sand: The Never-Ending Story. ISBN 978-0-520-26597-4
- 2011 – Elisabeth Tova Bailey, The Sound of a Wild Snail Eating. ISBN 978-1-4915-8991-5
  - Das Geräusch einer Schnecke beim Essen, Übersetzung: Kathrin Razum, Nagel & Kimche, Zürich 2012, ISBN 978-3312004980
- 2012 – Edward Hoagland, Sex and the River Styx. ISBN 978-1-60358-337-4
- 2013 – Thor Hanson, Feathers: The Evolution of a Natural Miracle. ISBN 978-0-465-02878-8
  - Federn. Ein Wunderwerk der Natur, Matthes & Seitz, Berlin 2016, ISBN 978-3-95757-232-5.
- 2014 – Kathleen Jamie, Sightlines: A Conversation with the Natural World. ISBN 978-1-61519-083-6
- 2015 – Sherry Simpson, Dominion of Bears. ISBN 978-070061935-1
- 2016 – Sharman Apt Russell, Diary of a Citizen Scientist. ISBN 978-087071752-9.
- 2017 – Brian Doyle, Martin Marten. ISBN 978-125004520-1
- 2018 – David George Haskell, The Songs of Trees. ISBN 978-0525427520
  - Der Gesang der Bäume. Übersetzung: Christine Ammann, Kunstmann, München 2017, ISBN 978-3-95614-204-8.
- 2019 – William Glassley, A Wilder Time: Notes from a Geologist at the Edge of The Greenland Ice. ISBN 978-194265834-4
  - Eine wildere Zeit. Übersetzung: Christine Ammann, Kunstmann, München 2018, ISBN 978-395614258-1
- 2020 – Marilyn Sigman, Entangled: People and Ecological Change in Alaska's Kachemak Bay. ISBN 978-160223348-5
- 2021 – William Bryant Logan, Sprout Lands: Tending the Endless Gift of Trees. ISBN 978-039360941-7
- 2022 – Cal Flyn, Islands of Abandonment: Nature Rebounding in the Post-Human Landscape. ISBN 978-198487819-9
  - Verlassene Orte. Übersetzung: Milena Adam,  Matthes & Seitz, Berlin 2023, ISBN 978-3-7518-4004-0
- 2023 – Kelby Ouchley, Bayou D’Arbonne Swamp: A Naturalist’s Memoir of Place, ISBN 978-080717829-4
- 2024 – Marina Richie, Halcyon Journey: In Search of the Belted Kingfisher. ISBN 978-087071203-6
- 2025 - Marcia Bjornerud, Turning to Stone: Discovering the Subtle Wisdom of Rocks. ISBN 978-125087589-1